# Parroquia San Francisco de Asís (Nuevo París)
La Parroquia San Francisco de Asís, es un templo católico de Montevideo, la cual se encuentra en la intersección de los barrios Belvedere y Nuevo París. 

## Historia
A diferencia de la Parroquia San Francisco de Asis de la Ciudad Vieja, esta fue construida en el año 1896 por la Orden de los Hermanos Menores Capuchinos, quienes adquirieron un terreno en las afueras de Montevideo, en el hoy barrio de Nuevo París a un costo de mil pesos (oro) de la época, dinero que sería donado por don Luis Toribio.
Finalmente, el 28 de abril de 1903, coincidiendo con la festividad del patrocinio de San José, es inaugurada. En su inauguración participó Monseñor Mariano Soler, quien otorgó la bendición a la nueva Capilla y contó además, con la presencia del poeta de la Patria Juan Zorrilla de San Martín y Concepción de Zorrilla.
En 1919 finamente es declarada como parroquia. 